# Jacek Soska
Jacek Soska (ur. 20 września 1954 w Siemianowicach Śląskich) – polski polityk, rolnik, poseł na Sejm X, I i II kadencji.

## Życiorys
Ukończył w 1983 studia na Wydziale Zootechnicznym Akademii Rolniczej w Krakowie. Zajął się prowadzeniem gospodarstwa rolnego, specjalizował się w hodowli koni.
W latach 1989–1997 sprawował mandat posła na Sejm X z puli Zjednoczonego Stronnictwa Ludowego z okręgu dąbrowskiego (po jego przekształceniu przystąpił do Polskiego Stronnictwa Ludowego „Odrodzenie” i Polskiego Stronnictwa Ludowego) oraz I i II kadencji, wybranego w okręgach sosnowieckich: nr 35 i nr 15. Pracował m.in. w Komisji Rolnictwa i Gospodarki Żywnościowej, której w trakcie X kadencji był przewodniczącym, oraz Komisji Integracji Europejskiej. W latach 90. pełnił funkcję wiceministra rolnictwa. Po 1997 bez powodzenia kandydował w różnych wyborach, m.in. w 2004 ubiegał się o mandat posła do Parlamentu Europejskiego i w 2011 do Senatu w okręgu nr 31.
W 1981 zaczął prowadzić liczące ponad 30 hektarów gospodarstwo rolno-hodowlane. Założył Wiejskie Centrum Integracji Europejskiej, które zajęło się promowaniem Unii Europejskiej na wsi.
W 1999 był rzecznikiem PSL, pełnił również funkcję przewodniczącego struktur partii w województwie śląskim. W 2010 z listy PSL został radnym sejmiku małopolskiego, w 2014 z powodzeniem ubiegał się o reelekcję. W 2018 nie kandydował ponownie.

## Odznaczenia
W 1999, za wybitne zasługi w kultywowaniu tradycji ruchu ludowego, za osiągnięcia w działalności publicznej i na rzecz społeczności lokalnych, został odznaczony przez prezydenta Aleksandra Kwaśniewskiego Krzyżem Kawalerskim Orderu Odrodzenia Polski.